# Sericulus
Sericulus is een geslacht van zangvogels uit de familie prieelvogels (Ptilonorhynchidae).

## Soorten
Het geslacht kent de volgende soorten:
- Sericulus ardens – Oranje prieelvogel
- Sericulus aureus – Zwartmaskerprieelvogel
- Sericulus bakeri – Adelberts prieelvogel
- Sericulus chrysocephalus – Geelnekprieelvogel